# Lancia Gamma 20HP
Comme cela était devenu l'habitude à l'époque chez Lancia, chaque année une nouvelle version était présentée, avec des améliorations par rapport au modèle précédent.
En 1910, c'est la remplaçante de la Lancia Beta 15/20 HP qui fit son apparition, dans un premier temps baptisée Tipo 55 20HP, elle sera nommée Gamma lors de sa commercialisation, pour rester fidèle aux appellations qui reprenaient les lettres de l'alphabet grec.
Cette fois encore, la nouvelle voiture se distinguait par une augmentation de la cylindrée du moteur dont l'alésage passa de 95 à 100 mm pour atteindre la cylindrée de presque 3,5 L et disposait d'une puissance nettement supérieure.
Il faut aussi signaler que la clientèle désireuse d'aligner la voiture en compétition pouvait commander une version spéciale avec un moteur de 4,7 L disposant d'une puissance supérieure à 50 HP.

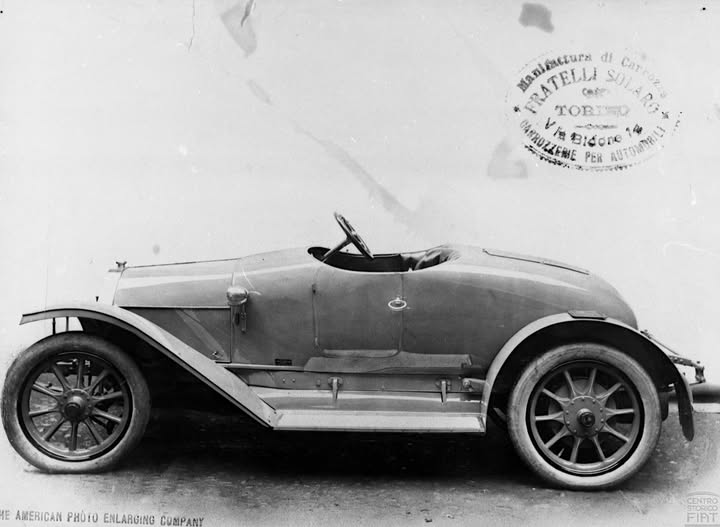
Lancia Gamma 20 hp Carrozzeria Fratelli Solaro

Autre luxe réservé à la riche clientèle de cette nouvelle voiture, la possibilité de choisir le type de châssis désiré : l'empattement était variable, de même que l'inclinaison de la colonne de direction et même le rapport final de transmission, le tout en fonction du type de carrosserie à faire monter. À l'époque, les carrossiers indépendants étaient florissants et façonnaient à la demande les automobiles de luxe.
Cette Tipo 55 20 HP sera fabriquée en 258 exemplaires durant l'année 1910 et sera remplacée par la Lancia Delta 20/30 HP (Tipo 56) en 1911.

## Caractéristiques techniques
- Année de fabrication : 1910.
- Moteur : Tipo 55 ; moteur placé à l'avant, longitudinalement, quatre cylindres en ligne, monobloc, alésage 100 mm, course 110 mm, cylindrée 3 455,75 cm3, culasse fixe, bloc en alliage d'aluminium, distribution par soupapes latérales (deux soupapes par cylindre) commandées par un arbre à cames latéral (dans le bâti) avec engrenages ; arbre moteur sur trois paliers ; taux de compression 5:1, puissance maxi 40 ch à 1 500 tr/min ; alimentation gravitaire (carburateur vertical Lancia) ; allumage par magnéto à haute tension avec avance réglable manuellement ; lubrification forcée, par pompe d'huile ; capacité du circuit de lubrification 7 L ; refroidissement par liquide avec un radiateur en nid d'abeilles.
- Transmission : arbre avec cardans, traction sur roues arrière ; embrayage multidisque à bain d'huile ; boîte de vitesses en alliage d'aluminium à 4 rapports plus marche arrière, commande par levier latéral ; rapports de boîte : 3,891:1 en 1re, 2,381:1 en 2e, 1,618:1 en 3e, prise directe (1:1) en 4e, 3,268:1 en marche arrière ; rapport de réduction final (engrenages coniques) 3,267:1 (15/49) ou 3,0625:1 (16/49).
- Suspensions : à l'avant essieu rigide et lames longitudinales semi-elliptiques, à l'arrière, essieu rigide et lames longitudinales à 3/4 d'ellipses (lames semi-elliptiques sur le châssis à empattement court).
- Freins : frein au pied agissant sur la transmission et frein à main agissant sur les roues arrière.
- Roues et pneumatiques : roues en bois (en option : roues RAF à rayons) pneumatiques 820 x 120 ou 815 x 105.
- Direction : position de conduite à droite (conforme au code italien de l'époque, bien que la circulation soit à droite) ; inclinaison de la colonne de direction disponible dans deux différentes configurations (38° ou 47°) ; direction à vis sans fin.
- Châssis : en acier, longerons et traverses ; empattement 293,2 cm ou 274 cm ou 322,7 cm, voies avant et arrière 133 cm ; longueur totale variable selon empattement : 399,6 cm ou 377 cm ou 419,6 cm, largeur du châssis 161,5 cm ; poids du châssis en ordre de marche, variable selon empattement : 820 kg, 805 kg ou 845 kg.
- Prestations : vitesse maxi : 110 km/h ; 28 km/h en 1re, 46 en 2e, 67 en 3e, 110 en 4e.
- Prix catalogue 1910 : châssis nu 12 000 lires.
- Numérotation des châssis : 301 à 558 soit 258 exemplaires.